# Boljanići (Czarnogóra)
Boljanići (cyr. Бољанићи) – wieś w Czarnogórze, w gminie Pljevlja. W 2011 roku liczyła 62 mieszkańców.